# Thelypteris biformata
Thelypteris biformata är en kärrbräkenväxtart som först beskrevs av Eduard Rosenstock, och fick sitt nu gällande namn av R. Tryon. Thelypteris biformata ingår i släktet Thelypteris och familjen Thelypteridaceae. Inga underarter finns listade.